# El Ocotal, Tila
El Ocotal är en ort i Mexiko.   Den ligger i kommunen Tila och delstaten Chiapas, i den sydöstra delen av landet, 700 km öster om huvudstaden Mexico City. El Ocotal ligger 1 017 meter över havet och antalet invånare är 750.
Terrängen runt El Ocotal är kuperad åt sydväst, men åt nordost är den bergig. Runt El Ocotal är det ganska tätbefolkat, med 111 invånare per kvadratkilometer. Närmaste större samhälle är Tila, 8,4 km öster om El Ocotal. I omgivningarna runt El Ocotal växer i huvudsak städsegrön lövskog.